# Frauke
Frauke ist ein weiblicher Vorname.

## Herkunft und Bedeutung
Der Name ist niederdeutsch-friesischen Ursprungs und bedeutet „kleine Frau“, stammverwandt mit althdt. „frouwa“ = Frau, Herrin oder Gebieterin. Das Diminutiv-Suffix -ke entspricht hochdeutsch -chen.
Frauke ist auch als Kurzform von Veronika aufgefasst worden, obwohl die Herkunft des Namens eine andere ist. So erklären sich die beiden Namenstage für Frauke, die eigentlich diejenigen für Veronika sind.

## Namenstag
Namenstage sind der 4. Februar und der 9. Juli.

## Verbreitung
Der Vorname Frauke ist insbesondere im norddeutschen Raum beliebt; im Süden mit Ausnahme von Teilen des südwestlichen Deutschlands ist er eher selten anzutreffen.

## Bekannte Namensträgerinnen
- Frauke Aulbert, deutsche Sängerin (Sopran) und Komponistin
- Frauke Beeck (* 1960), deutsche bildende Künstlerin
- Frauke Brosius-Gersdorf (* 1971), deutsche Rechtswissenschaftlerin und Hochschullehrerin
- Frauke Dirickx (* 1980), belgische Volleyballspielerin
- Frauke Eickhoff (* 1967), deutsche Judoka und Weltmeisterin
- Frauke Eigen (* 1969), deutsche Fotografin und Künstlerin
- Frauke Finsterwalder (* 1975), deutsche Filmregisseurin und Drehbuchautorin
- Frauke Geyken (* 1963), deutsche Historikerin und Publizistin
- Frauke von der Haar (* 1960), deutsche Volkskundlerin, Kunsthistorikerin und Museumsdirektorin
- Frauke Heiligenstadt (* 1966), deutsche Politikerin (SPD), Mitglied des Niedersächsischen Landtages
- Frauke Kuhlmann (* 1966), deutsche Fußballspielerin
- Frauke Ludowig (* 1964), deutsche Radio- und Fernsehmoderatorin
- Frauke Martin (* 1944), deutsche Politikerin (SPD)
- Frauke Nahrgang (* 1951), deutsche Kinderbuchautorin
- Frauke Neuhaus (* 1993), deutsche Volleyballspielerin
- Frauke Petry (* 1975), deutsche Politikerin (vormals AfD)
- Frauke Poolman (* 1961), deutsch-niederländische Schauspielerin, Synchron- und Hörfunksprecherin
- Frauke Roenneke (* 1998), deutsche Fußballspielerin
- Frauke Sandig (* 1961), deutsche Regisseurin und Produzentin von Dokumentarfilmen
- Frauke Scheunemann (* 1969), deutsche Juristin, Journalistin und Schriftstellerin
- Frauke Schmitt Gran (* 1969), ehemalige deutsche Orientierungsläuferin
- Frauke Stein (1936–2023), deutsche Prähistorikerin und Mittelalterarchäologin
- Frauke Tengler (* 1948), deutsche Politikerin (CDU)
- Frauke Wilken (* 1965), deutsche Künstlerin (Bildhauerei, Fotografie, Zeichnung)